# Ava Kolker
Ava Grace Kolker (Los Ángeles, California; 5 de diciembre de 2006) es una actriz y cantante joven estadounidense. Los papeles de Kolker incluyen a Ava Morgenstern en la serie de Disney Channel Girl Meets World (2014-2017), y Olive Rozalski en Sydney to the Max (2019-2021). En el cine, interpretó a Lily en Scary Movie 5 (2013), Heather en Miss Meadows (2014), Boot en Message from the King (2016) y como la joven Elise Rainier en Insidious: The Last Key (2018). 
En cuanto a su carrera musical, Kolker hizo su debut musical en julio de 2019, «The Good Ones». Posteriormente ha lanzado varias otras canciones, principalmente incluyendo: «When Will It Be Tomorrow» (2020), «Eventually» (2020), «Who Do You Think You Are» (2021), «Ahead of Me» (2022), y su EP más reciente, «Ballerina». Que consta de 6 canciones, todas las canciones se lanzaron el 22 de junio de 2023.

## Primeros años
Kolker nació el 5 de diciembre de 2006 en Los Ángeles, California y luego se mudó un año a Florida. Tiene tres hermanas, Kayla Kolker, Jade Kolker y Lexy Kolker, también actriz, que es más conocida por interpreta a Chloe en la película de terror de 2018 Freaks.

## Carrera

### 2011-2014: Primeros trabajos
Kolker comenzó a actuar en 2011 a una edad temprana, haciendo su debut como Niña de tres años en la serie antología y horror American Horror Story en el episodio «Spooky Little Girl».
Un año después, apareció en su primera película, como Marybeth Geitzen en Golden Winter.
En 2013, fue elegida como Lily en la película de humor negro Scary Movie 5, la última entrega de la saga de películas Scary Movie, que tuvo un éxito comercial. Y en el mismo año apareció en la película dramática The Trials of Care McCall como Augie. En 2014, interpretó a Heather en la película de suspenso y comedia negro Miss Meadows.

### 2015-presente: Avance y trabajo actual
Kolker ha hecho varias apariciones como invitada en las series de televisión en Dads, Sam & Cat y Black-ish. En 2015, Kolker fue elegida para el papel recurrente Ava Morgenstern en la serie de televisión Disney Channel Girl Meets World, el spin-off de Boy Meets World. Por el papel, recibió una nominación al Premios Young Artist. Al año siguiente, apareció en la película de terror The Axe Murders of Villisca como Ingrid, en la película de suspenso Message from the King como Boot y en la película de televisión Sister Cities como la joven Austin.
En 2017, Kolker hizo apariciones como invitada en la serie de comedia White Famous como Maddie, y en la serie de superhéroes Agents of S.H.I.E.L.D. como Robin Hinton, de 12 años, retratando una versión más antigua del personaje que fue interpretada por su hermana Lexy cuando tenía 8 años. En 2018, Kolker fue elegida para la comedia de situación de Disney Channel Sydney to the Max, interpretando al personaje principal de Olive. En el mismo año, apareció como la joven Elise Rainier en la película Insidious: The Last Key, la cuarta película de la franquicia Insidious. También interpretó a Aeloo en la película de fantasía A Fairy's Game.
En 2019, fue elegida para el papel de voz como Wooden Bear 1 en la película animada Red Shoes and the Seven Dwarfs, que se estrenó en cines el 18 de septiembre de 2020. Kolker lanzó su sencillo debut, «The Good Ones» en julio de 2019. En 2020, lanzó los siguientes sencillos «Eventually» y «When Will It Be Tomorrow»; el último de los cuales fue lanzado a través de Vevo.
En junio de 2023, Kolker anunció su próximo EP debut Ballerina, cuyo lanzamiento está programando para el 22 de junio de 2023.

## Discografía
| Título                     | Año  | Álbum                                 |
| -------------------------- | ---- | ------------------------------------- |
| «The Good Ones»            | 2019 | Sencillo que no forma parte del álbum |
| «Eventually»               | 2020 | Sencillo que no forma parte del álbum |
| «When Will It Be Tomorrow» | 2020 | Sencillo que no forma parte del álbum |
| «Seventeen»                | 2021 | Sencillo que no forma parte del álbum |
| «Who Do You Think You Are» | 2021 | Sencillo que no forma parte del álbum |
| «Ahead of Me»              | 2022 | Sencillo que no forma parte del álbum |
| «All to Myself»            | 2022 | Sencillo que no forma parte del álbum |
| «Ballerina»                | 2023 | «Ballerina»                           |
| «Say Less»                 | 2023 | «Ballerina»                           |
| «Gas Me Up»                | 2023 | «Ballerina»                           |
| «Compromiste»              | 2023 | «Ballerina»                           |
| «Dejate»                   | 2023 | «Ballerina»                           |
| «Real To Me»               | 2023 | «Ballerina»                           |

## Filmografía

### Películas
| Año  | Título                                                     | Personaje             | Notas         |
| ---- | ---------------------------------------------------------- | --------------------- | ------------- |
| 2012 | Golden Winter                                              | Marybeth Geitzen      |               |
| 2013 | Scary Movie 5                                              | Lily                  |               |
| 2013 | The Trials of Cate McCall                                  | Augie                 |               |
| 2014 | Miss Meadows                                               | Heather               |               |
| 2014 | I Can See You                                              | Amanda, de 4 años     | Cortometrajes |
| 2014 | Lizard King                                                | Hatsy                 | Cortometrajes |
| 2016 | The Axe Murders of Villisca                                | Ingrid                |               |
| 2016 | Message from the King                                      | Boot                  |               |
| 2016 | Sister Cities                                              | Austin (Joven)        |               |
| 2018 | Insidious: The Last Key                                    | Elise Rainier (Joven) |               |
| 2018 | A Fairy’s Game                                             | Aeloo                 |               |
| 2019 | Disney Channel Stars: Break This Down (From Descendants 3) | Ella misma            | Cortometraje  |
| 2019 | Red Shoes and the Seven Dwarfs                             | Wooden Bear 1         | Voz           |
| 2022 | Manifest West                                              | Lana Danik            |               |
| 2023 | Functioning                                                | Amy Wattys            | Cortometraje  |

### Televisión
| Año       | Título                                                     | Personaje                | Notas                                         |
| --------- | ---------------------------------------------------------- | ------------------------ | --------------------------------------------- |
| 2011      | American Horror Story                                      | Niña de tres años        | Episodio: «Spooky Little Girl»                |
| 2013      | Dads                                                       | Niña pequeña             | Episodio: «The Glitch That Stole Christmas»   |
| 2014      | Sam & Cat                                                  | Romy                     | Episodio: «#MagicATM»                         |
| 2015      | Black-ish                                                  | Niña pequeña             | Episodio: «The Word»                          |
| 2016      | Rachel Dratch's Late Night Snack                           | Ella misma               | Episodio: «Sex, Drugs, and Fairytales"        |
| 2016      | JoJo's Juice                                               | Ella misma               | Episodio: «My 13th Birthday»                  |
| 2014-2017 | Girl Meets World                                           | Ava Morgenstern          | Papel recurrente; 20 episodios                |
| 2017      | White Famous                                               | Maddie                   | Episodio: «Life of Mars»                      |
| 2018      | Agents of S.H.I.E.L.D.                                     | Robin Hinton, de 12 años | Episodio: «The Last Day»                      |
| 2018      | So Chatty                                                  | Ella misma               | Episodio: «A Fairy's Game Ft. Ava Kolker»     |
| 2019      | Red Carpet Report                                          | Ella misma               | 2 episodios                                   |
| 2019-2021 | Sydney to the Max                                          | Olive Rozalski           | Coprotagonista                                |
| 2019-2023 | Teens Wanna Know                                           | Ella misma               | 2 episodios                                   |
| 2019      | Piper's Picks                                              | Ella misma               | Invitada                                      |
| 2019      | On the Scene with Lindalee                                 | Ella misma               | Episodio: «Teens Wanna Know Influencer Event» |
| 2020      | Disney Channel Summer Singalong                            | Ella misma               | Especial de Televisión                        |
| 2020      | Disney Channel Halloween House Party                       | Varios personajes        | Especial de Televisión                        |
| 2020      | Gown and Out in Beverly Hills                              | Ella misma               | 2 episodios                                   |
| 2020      | Challenge Accepted! Disney Channel's Epic Holiday Showdown | Ella misma               | Especial de Televisión                        |
| 2021-2022 | Sawyer Sharbino                                            | Ella misma               | 3 episodios                                   |
| 2021      | Disney’s Magic Bake-Off                                    | Ella misma               | Episodio: «Holiday»                           |
| 2022      | How I Met Your Father                                      | Rivka                    | Episodio: «Rivka Rebel»                       |
| 2023      | Hollywood Dream Maker                                      | Ella misma               | Serie de podcast                              |

## Premios y nominaciones
| Año  | Premio                  | Categoría                                                      | Trabajo          | Resultado | Ref    |
| ---- | ----------------------- | -------------------------------------------------------------- | ---------------- | --------- | ------ |
| 2016 | Young Entertainer Award | Best Recurring Young Actress 9 and Under - Television Series   | Girl Meets World | Ganadora  | [ 12 ] |
| 2017 | Young Artist Awards     | Best Performance in a TV Series - Guest Starring Young Actress | Girl Meets World | Nominada  | [ 13 ] |